# Maserati Simun
La Maserati Simun è una concept car realizzata dalla casa automobilistica italiana Maserati nel 1968, presentata al Salone di Torino dello stesso anno.

## Contesto
Giorgetto Giugiaro si è occupato dello stile dell'automobile nel suo periodo nella Ghia a fine anni '60, tuttavia, essa non andò mai in produzione, poiché fu rimpiazzata dalla Maserati Indy di Vignale. Lo stile della Simun fu poi ripreso con la Bora e la Merak.
Attualmente, il modello è conservato nel Museo Maserati di Umberto Panini.

## Caratteristiche tecniche
La vettura si presenta come una coupé a due porte con una configurazione 2+2 posti e fari a scomparsa. Sotto il lungo cofano equipaggia lo stesso motore (codice Tipo 107) della Maserati Mexico: un V8 aspirato di 90° dalla cilindrata di 4136cc, con due valvole per cilindro, che sprigiona 260 CV massimi a 5000 giri/min ed una coppia di 326 Nm. Grazie ad esso, l'automobile è capace di raggiungere la velocità massima di 260 km/h.
Essa sviluppa una potenza specifica in uscita di 62,8 CV/litro, mentre, la trasmissione è posteriore a 5 rapporti.